# Белый Ключ (Вешкаймский район)
Белый Ключ — село в Вешкаймском городском поселении Вешкаймского района Ульяновской области. 

## География
Находится на расстоянии примерно 10 километров по прямой на север от районного центра поселка Вешкайма.

## Название
Назван населённый пункт по множеству родников с белой, прозрачной водой. У селения было и второе, неофициальное название — деревня Ключищи.

## История
Село Белый Ключ основано в 1686 году. Из писцовой книги следует, что в деревне (рядом с селом Ховрино и деревней Оборино) имелись «земля и сенные покосы деревни Белого Ключа выборного полку солдат Алексея Чеботаева с товарыщи». Основано как слобода служилых людей из чувашей, охранявшие подступы к Карсунской укреплённой линии. 4 августа 1686 г. здешний помещик Иван Фёдорович Колюпанов продал 36 десятин своих земель «на Белом Ключе, на Сухой Майне» соседнему ховринскому помещику, синбиренину Горскому Артемию Лукъяновичу.
В 1758 г. бывшие служилые чуваши из-за ссор с русскими пришлыми людьми продали жалованную их предкам поместную землю новокрещёной служилой мордве из своей же деревни и переселились на новые земли в Бугульминском уезде Самарской губернии, где основали новую деревню Четырла.
В 1779 году прихожанами был построен деревянный храм,  перестроен в 1860 году. Престол в нём во имя Святителя и Чудотворца Николая.
При создании Симбирского наместничества в 1780 году, село Николаевское Белой Ключ тож, при Белом ключе, пахотных солдат, помещичьих крестьян, из Синбирского уезда вошло в состав Карсунского уезда.
В 1859 году село Белой Ключ, удельных крестьян, по правую сторону Пензенской почтовой дороги, входило в 1-й стан Карсунского уезда Симбирской губернии.
Церковно-приходская школа существует с 1885 года. Церковно–приходское попечительство открыто в 1900 года.
В 1913 году  было 187 дворов, 1497 жителей, церковь и школа.
В 1930 г. организован колхоз «Планета», который в 1950 г. вошёл в состав колхоза имени Хрущёва, а в 1956 г. переименован в колхоз «Родина». В 1969 г. на его базе создан совхоз «Восток» (ныне не существует).
В 1990-е годы работал СПК «Восток».

## Население
Население составляло: на 1859 г. в селе жило: 328 муж. и 360 жен.; на 1900 г. прихожан в с. Белом Ключе (н. р.) в 176 дворах жило: 579 м. и 591 ж.; В 1926 г. в Белом Ключе было 311 дворов и 1655 жителей; 261 человек в 2002 году (74% русские), 163 по переписи 2010 года.

## Известные уроженцы
- Волынцев, Василий Михайлович — Герой Советского Союза.
- Михаил Андреевич Чеботаев (1926–2013) — член Союза писателей СССР, поэт, журналист. Участник боевых действий против милитаристской Японии[2].
- Анатолий и Галина Эдварс — заслуженные учителя РФ, работали в местной школе[2].

## Достопримечательности
- Реликтовые леса — памятник природы, расположен в Вешкаймском районе, в 1,5 км севернее д. Белый ключ[8].